# Louroux-Hodement
Louroux-Hodement är en kommun i departementet Allier i regionen Auvergne-Rhône-Alpes i de centrala delarna av Frankrike. Kommunen ligger  i kantonen Hérisson som ligger i arrondissementet Montluçon. År 2018 hade Louroux-Hodement 353 invånare.

## Befolkningsutveckling
Antalet invånare i kommunen Louroux-Hodement
Referens: INSEE